# Anelaphus yucatecus
Anelaphus yucatecus là một loài bọ cánh cứng trong họ Cerambycidae.